# Championnat de France de rugby à XIII 1973-1974
Navigation
Édition précédente Édition suivante
Le Championnat de France de rugby à XIII 1973-1974 oppose pour la saison 1973-1974 les meilleures équipes françaises de rugby à XIII au nombre de vingt-cinq.

## Liste des équipes en compétition
| Albi Auterives Avignon Bordeaux-Facture Carcassonne Carpentras Cavaillon Grenoble Lézignan Limoux Marseille Montpellier Pau XIII Catalan Roanne Saint-Estève Saint-Gaudens TO XIII Villefranche Villeneuve Lyon |

Vingt-cinq équipes participent au championnat de France de première division à la suite des arrivées en élite de Pamiers et de Pia[réf. souhaitée].

## Format
La formule retenue cette saison 1974 diffère de l'année précédente. En raison du nombre de participants (vingt-cinq), il y a une première phase de championnat (match aller et retour) qui sert à répertorier les valeurs et s'étend de septembre 1973 au 30 décembre 1973. Les équipes, dans cette première phase, sont réparties en trois poules géographiques (A et B de nuit clubs, C de neuf).
A l'issue de cette première phase, il est constitué en fonction des classements de chaque poule une deuxième phase dans une succession de rencontres aller et retour. La poule 1 regroupe les premiers et deuxièmes des poule A, B et C ; la poule 2, les troisièmes et quatrièmes ; la poule 3 les cinquièmes et sixièmes. Dans la poule 4, les clubs classés septièmes et huitièmes de chaque poule ainsi que le neuvième de la poule C sont présents.

## Déroulement de la compétition

### Classement de la première phase
| Rang | Nom          | Points | Matchs |
| ---- | ------------ | ------ | ------ |
| 1    | Saint-Estève | 38     | 14     |
| 2    | Lézignan     | 38     | 14     |
| 3    | Carcassonne  | 32     | 14     |
| 4    | Albi         | 30     | 14     |
| 5    | Limoux       | 27     | 14     |
| 6    | XIII Catalan | 25     | 14     |
| 7    | Auterive     | 18     | 14     |
| 8    | T.O.A.C.     | 15     | 14     |

| Rang | Nom                | Points | Matchs |
| ---- | ------------------ | ------ | ------ |
| 1    | Saint-Gaudens      | 34     | 14     |
| 2    | Villeneuve-sur-Lot | 34     | 14     |
| 3    | Toulouse           | 30     | 14     |
| 4    | Villefranche       | 26     | 14     |
| 5    | Pau                | 25     | 14     |
| 6    | Saint-Jacques      | 25     | 14     |
| 7    | Pamiers            | 24     | 14     |
| 8    | Bordeaux           | 22     | 14     |

| Rang | Nom         | Points | Matchs |
| ---- | ----------- | ------ | ------ |
| 1    | Marseille   | 44     | 16     |
| 2    | Avignon     | 42     | 16     |
| 3    | Roanne      | 36     | 16     |
| 4    | Cavaillon   | 36     | 16     |
| 5    | Carpentras  | 34     | 16     |
| 6    | Pia         | 32     | 16     |
| 7    | Montpellier | 26     | 16     |
| 8    | Lyon        | 19     | 16     |
| 9    | Grenoble    | 18     | 16     |

|  | Qualifié pour le groupe 1 |
|  | Qualifié pour le groupe 2 |
|  | Qualifié pour le groupe 3 |
|  | Qualifié pour le groupe 4 |

### Classement de la deuxième phase
| Rang | Nom                | Points | Matchs |
| ---- | ------------------ | ------ | ------ |
| 1    | Saint-Estève       | 24     | 8      |
| 2    | Lézignan           | 20     | 8      |
| 3    | Saint-Gaudens      | 16     | 8      |
| 4    | Villeneuve-sur-Lot | 16     | 8      |
| 5    | Marseille          | 10     | 8      |
| 6    | Avignon            | 10     | 8      |

| Rang | Nom          | Points | Matchs |
| ---- | ------------ | ------ | ------ |
| 1    | Toulouse     | 20     | 8      |
| 2    | Carcassonne  | 17     | 8      |
| 3    | Cavaillon    | 16     | 8      |
| 4    | Albi         | 16     | 8      |
| 5    | Roanne       | 14     | 8      |
| 6    | Villefranche | 14     | 8      |

| Rang | Nom           | Points | Matchs |
| ---- | ------------- | ------ | ------ |
| 1    | Limoux        | 20     | 8      |
| 2    | Pau           | 20     | 8      |
| 3    | XIII Catalan  | 20     | 8      |
| 4    | Pia           | 14     | 8      |
| 5    | Saint-Jacques | 12     | 8      |
| 6    | Carpentras    | 9      | 8      |

| Rang | Nom         | Points | Matchs |
| ---- | ----------- | ------ | ------ |
| 1    | Bordeaux    | 28     | 10     |
| 2    | Pamiers     | 27     | 10     |
| 3    | Auterive    | 18     | 9      |
| 4    | T.O.A.C.    | 17     | 9      |
| 5    | Montpellier | 14     | 8      |
| 6    | Grenoble    | 13     | 8      |
| 7    | Lyon        | 7      | 7      |

Dans la poule 4, certaines équipes n'ont pu effectuer tous leurs matchs en raison de forfaits, il s'agit toutefois du classement définitif.
|  | Qualifié pour les quarts-de-finale                     |
|  | Affronte les barrages pour l'accès en quarts de finale |

## Barrages  pour les quarts de finale
| 7 avril 1974 | Saint-Gaudens | 21 - 9 | Pamiers | Saint-Girons |
| 7 avril 1974 |               |        |         | Saint-Girons |
| 7 avril 1974 |               |        |         | Saint-Girons |

| 7 avril 1974 | Villeneuve-sur-Lot | 16 - 10 | Bordeaux | La Réole |
| 7 avril 1974 |                    |         |          | La Réole |
| 7 avril 1974 |                    |         |          | La Réole |

| 7 avril 1974 | Toulouse | 15 - 7 | Pau | Villeneuve-sur-Lot |
| 7 avril 1974 |          |        |     | Villeneuve-sur-Lot |
| 7 avril 1974 |          |        |     | Villeneuve-sur-Lot |

| 7 avril 1974 | Carcassonne | 5 - 7 | Limoux | Lézignan |
| 7 avril 1974 |             |       |        | Lézignan |
| 7 avril 1974 |             |       |        | Lézignan |

| 7 avril 1974 | Marseille | 4 - 5 | Cavaillon | Avignon |
| 7 avril 1974 |           |       |           | Avignon |
| 7 avril 1974 |           |       |           | Avignon |

| 7 avril 1974 | Avignon | 10 - 6 | Albi | Saint-Estève |
| 7 avril 1974 |         |        |      | Saint-Estève |
| 7 avril 1974 |         |        |      | Saint-Estève |

## Phase finale
|  | Quarts de finale                | Quarts de finale        |                    |    | Demi-finales                | Demi-finales                |  |  | Finale                    | Finale                    |
|  | Quarts de finale                | Quarts de finale        |                    |    | Demi-finales                | Demi-finales                |  |  | Finale                    | Finale                    |
|  |                                 |                         |                    |    |                             |                             |  |  |                           |                           |
|  | le 21 avril 1974 à Albi         | le 21 avril 1974 à Albi |                    |    | le 5 mai 1974 à Carcassonne | le 5 mai 1974 à Carcassonne |  |  | Le 19 mai 1974 à Toulouse | Le 19 mai 1974 à Toulouse |
|  | le 21 avril 1974 à Albi         | le 21 avril 1974 à Albi |                    |    | le 5 mai 1974 à Carcassonne | le 5 mai 1974 à Carcassonne |  |  | Le 19 mai 1974 à Toulouse | Le 19 mai 1974 à Toulouse |
|  | Saint-Gaudens                   | 17                      |                    |    | le 5 mai 1974 à Carcassonne | le 5 mai 1974 à Carcassonne |  |  | Le 19 mai 1974 à Toulouse | Le 19 mai 1974 à Toulouse |
|  | Saint-Gaudens                   | 17                      |                    |    | le 5 mai 1974 à Carcassonne | le 5 mai 1974 à Carcassonne |  |  | Le 19 mai 1974 à Toulouse | Le 19 mai 1974 à Toulouse |
|  | Limoux                          | 12                      |                    |    | le 5 mai 1974 à Carcassonne | le 5 mai 1974 à Carcassonne |  |  | Le 19 mai 1974 à Toulouse | Le 19 mai 1974 à Toulouse |
|  | Limoux                          | 12                      | Saint-Gaudens      | 9  |                             |                             |  |  | Le 19 mai 1974 à Toulouse | Le 19 mai 1974 à Toulouse |
|  | le 20 avril 1974 à Perpignan    |                         | Saint-Gaudens      | 9  |                             |                             |  |  | Le 19 mai 1974 à Toulouse | Le 19 mai 1974 à Toulouse |
|  |                                 | Lézignan                | 3                  |    |                             |                             |  |  | Le 19 mai 1974 à Toulouse | Le 19 mai 1974 à Toulouse |
|  | Lézignan                        | Lézignan                | 3                  | 41 |                             |                             |  |  | Le 19 mai 1974 à Toulouse | Le 19 mai 1974 à Toulouse |
|  | Lézignan                        |                         |                    | 41 |                             |                             |  |  | Le 19 mai 1974 à Toulouse | Le 19 mai 1974 à Toulouse |
|  | Cavaillon                       | 3                       |                    |    |                             |                             |  |  | Le 19 mai 1974 à Toulouse | Le 19 mai 1974 à Toulouse |
|  | Cavaillon                       | 3                       | Saint-Gaudens      | 21 |                             |                             |  |  |                           |                           |
|  | le 21 avril 1974 à Villefranche |                         | Saint-Gaudens      | 21 |                             |                             |  |  |                           |                           |
|  |                                 | Villeneuve-sur-Lot      | 8                  |    |                             |                             |  |  |                           |                           |
|  | Villeneuve-sur-Lot              | Villeneuve-sur-Lot      | 8                  | 16 |                             |                             |  |  |                           |                           |
|  | Villeneuve-sur-Lot              | le 5 mai 1974 à Albi    |                    | 16 |                             |                             |  |  |                           |                           |
|  | Toulouse                        | 4                       |                    |    |                             |                             |  |  |                           |                           |
|  | Toulouse                        | 4                       | Villeneuve-sur-Lot | 5  |                             |                             |  |  |                           |                           |
|  | le 21 avril 1974 à Lézignan     |                         | Villeneuve-sur-Lot | 5  |                             |                             |  |  |                           |                           |
|  |                                 | Saint-Estève            | 3                  |    |                             |                             |  |  |                           |                           |
|  | Saint-Estève                    | Saint-Estève            | 3                  | 41 |                             |                             |  |  |                           |                           |
|  | Saint-Estève                    |                         |                    | 41 |                             |                             |  |  |                           |                           |
|  | Avignon                         | 7                       |                    |    |                             |                             |  |  |                           |                           |
|  | Avignon                         | 7                       |                    |    |                             |                             |  |  |                           |                           |

### Finale
(mt : 10 - 0)
Homme du match :
Points marqués :
- Saint-Gaudens: 5 essais de Molinier (3e, 26e et 65e) ; Marsolan (33e et 76e) ; 1 transformation de Sérrano (65e) ; 1 pénalité de Sérrano (53e) ; 2 drops de Molinier  (25e) et Rives (50e).
- Villeneuve-sur-Lot: 2 essais de Laffargue (44e) et Badet (48e) ; 1 transformation de Mazaré

Évolution du score : 
Arbitre : M. Escande (Littoral)
Spectateurs : 5 696
Recette : 123 425 francs
Composition des équipes :
- Saint-Gaudens: Gilbert Vadillo (puis Yannick Gilly) - Yannick Gilly (puis Michel Mirouze), Serge Marsolan, Georges Sanchez, Robert Lavigne - Michel Molinier, Patrick Rives - Victor Serrano (puis Antoine Rougé), Alexandre Sarradet, Noël Vergara, René Zaccariotto (puis  Victor Serrano), Daniel Fabaron, Michel Anglade - Entraîneur : Michel Molinier
- Villeneuve-sur-Lot: Christian Bossis - Daniel Badet, Michel Laville, Philippe Dachary, Daniel Pellerin - Michel Mazaré, Jean-Pierre Monetta - Didier Hermet (puis Jammet), Antoine Gonzalez, Jean-Pierre Clar, Max Chantal, Serge Cuyas, Michel Laffargue - Entraîneur : Jep Lacoste

## Effectifs des équipes présentes
| Saint-Gaudens | Michel Anglade Daniel Fabaron Yannick Gilly Robert Lavigne Serge Marsolan Michel Mirouze Michel Molinier Patrick Rives Antoine Rougé Georges Sanchez Alexandre Sarradet Victor Serrano Gilbert Vadillo Noël Vergara René Zaccariotto Entraîneur : Michel Molinier                                | Villeneuve-sur-Lot | Daniel Badet Christian Bossis Max Chantal Jean-Pierre Clar Serge Cuyas Philippe Dachary Antoine Gonzalez Didier Hermet Christian Jammet Michel Laffargue Michel Laville Michel Mazaré Jean-Pierre Monetta Daniel Pellerin Christian Sabatié Entraîneur : Jep Lacoste |
| Albi          | Yves Alvernhe Georges Castel Jean-Louis Castel (o) Joe Chamberlain Daniel Fédou Roland Gorse Fernand Kaminski Christian Laskawiec Gabriel Laskawiec Jean-Claude Marty (m) Michel Moussard Yves Prat Alain Pujol Bernard Rouland Vincent Spina Jean-Pierre Trémouille Entraîneur : José Vergniory | Lézignan           | André Abadie (m) Richard Alonso Floréal Bonet Victor Buttignol Jacques Casty Jean-Baptiste Djébli André Ducasse André Dumas Michel Maïque (o) Benjamin Prades Jean-Louis Quintilla Gilbert Rouanet Jean-Louis Solier Éric Waligunda Entraîneur : Jean Barthe         |
| Toulouse      | Michel Baccichetti Orféo Balsarin Roger Dirat Roger Garrigue Maurice de Matos Jean-Claude Mayorgas Francis Pierre Francis Pitous Yves Prévost Guy Rodriguez Pierre Sablé Christian Saint-Sernin Charles Thénégal Charles Zalduendo                                                               | Carcassonne        | Roger Coquand Jean-Claude Couloumina Diop Guy Garcia Serge Gleyzes José Moya Charles Rosado Raymond Toujas |
| Saint-Estève  | José Calle Daniel Camiade Jean Capdouze Pierre Debeaux Michel Molins | Marseille          | Jacques Azibert Jean-René Ledru |
| Avignon       | Jean-Marie Imbert | Roanne             | Guy Bastianelli José Giné |
| Cavaillon     | D'Angelo Christian Duffaut Marius Frattini Grimaud Martin Serge Pialat | Villefranche       | Yves Bégou Serge Moly Francis Pierre Jean-Pierre Sauret |
| Bordeaux      | Philippe Châtelet Noël Corbella Bernard Curt Michel Duprat Feito Hosteins Jean-Pierre Lacoste Jean-Claude Lauga Gérard Lô Mariette J.-P. Moyzes Nénert Alain Redondo Guy Rouja Entraîneur : André Carrère                                                                                        | T.O.A.C.           | Didier Averseng Blanc Burgat Franco Patrick Lafforgue |
| Limoux        | Guy Andrieu Jean-Claude Bataille René Bonnafous Louis Bonnery Hervé Mazard Francis de Nadaï Jean-Claude Nauze | Pau                | Beyer Roger Biffi Bourdette Crouzeilles Claude Hennetier Henri Marracq Nieto Marcel Péré |
| XIII Catalan  | Jean-José Camps André Clerc Pierre Saboureau |                    | |